# 4034 Vishnu
A 4034 Vishnu (ideiglenes jelöléssel 1986 PA) egy földközeli kisbolygó. Eleanor F. Helin fedezte fel 1986. augusztus 2-án.